# أولاكس بنتامي
أولاكس بنثامي (الاسم العلمي: Olax benthamiana) هو نوع من النباتات يتبع جنس الأولاكس من الفصيلة الأولاكسية. سمي هذا النوع نسبةً إلى عالم النبات البريطاني جورج بنتام.